# Inflacja akademicka
Inflacja akademicka – proces spadku wartości tytułów zawodowych (przede wszystkim licencjata i magistra) na rynku pracy, spowodowany wzrostem minimalnych wymagań stawianych kandydatom przez pracodawców.

## Przyczyny
Wymagania pracodawców rosną, gdyż zbyt wielu absolwentów szkół wyższych ubiega się o zbyt małą liczbę oferowanych miejsc pracy, które wymagają posiadania tych tytułów. Powoduje to coraz intensywniejszy wyścig o coraz wyższe wykształcenie w społeczeństwach, w których tytuł magistra nie wystarcza już do zdobycia zatrudnienia w tej samej pracy, w której jeszcze kilka lat temu wystarczyłby tytuł licencjata. Kandydaci coraz częściej muszą więc starać się ukończyć studia z coraz lepszymi wynikami, dokształcać się na kursach podyplomowych lub nawet ubiegać się o stopień naukowy doktora, by wykonywać prace, które w rzeczywistości nie wymagają posiadania tak zaawansowanej wiedzy. 

## Etymologia
Termin „inflacja akademicka” nawiązuje do inflacji pieniądza, czyli spadku siły nabywczej pieniądza w wyniku zbyt dużej ilości waluty w obrocie. Termin ten jest kalką istniejącego w języku angielskim określenia academic inflation. Zostało ono spopularyzowane przez Kena Robinsona w prelekcji Czy szkoły zabijają kreatywność?, którą wygłosił na konferencji TED, oraz w książce Oblicza Umysłu. Ucząc się kreatywności.

## Skutki
W wyniku inflacji akademickiej dochodzi do sytuacji, w której absolwenci szkół wyższych zaczynają wykonywać prace, które wcześniej nie były wykonywane przez absolwentów lub były wykonywanie przez absolwentów z niższym tytułem zawodowym. Daną pracę zaczynają wykonywać osoby z coraz wyższym tytułem zawodowym, a dziedzina zaczyna być określana jako „wymagająca wyższego wykształcenia”. Nastąpił więc proces akademickiej inflacji minimalnych wymagań dla tej pracy – do pracy w rzeczywistości niewymagającej zaawansowanej wiedzy wymaga się wysokiego tytułu zawodowego.